# Ардин Изуния
А́рдин Изу́ния (яп. アーデン・イズニア Эидэн Идзуния, англ. Ardyn Izunia), настоящее имя А́рдин Лю́цис Кэ́лум (яп. アーデン・ルシス・チェラム Эидэн Рушису Чераму, англ. Ardyn Lucis Caelum) — персонаж франшизы Final Fantasy и главный антагонист компьютерной ролевой игры Final Fantasy XV, который также фигурирует в нескольких медиа по её мотивам и других проектах серии, разработанных компанией Square Enix. В сюжете он изначально предстаёт как канцлер империи Нильфхейм, государства, которое противостоит королевству Люцису за контроль над его магическим Кристаллом. Впоследствии выясняется, что он является источником губительной чумы Звёздной скверны и стремится отомстить семье протагониста Ноктиса Люциса Кэлума.
Ардина придумал итальянский художник Роберто Феррари. Образ персонажа не претерпел существенных изменений за долгие годы разработки FFXV по сравнению с большинством героев проекта. Он изображается как нетипичный злодей серии, так как проявляет дружелюбие и доброту к главному герою до момента раскрытия своей истинной сущности, преисполненной жаждой мести и жестокости. На японском языке его озвучил Кэйдзи Фудзивара, а на английском — Дэрин Де Пол. Несмотря на то, что некоторые критики посчитали Ардина недостаточно эффективным злодеем, он приобрёл популярность у фанатов серии. Рецензенты неоднозначно восприняли раскрытие его личности в загружаемом контенте и других медиа.

## Создание
Изначально Final Fantasy XV задумывалась как спин-офф Final Fantasy XIII, а её разработка началась в 2006 году. Впоследствии представители Square Enix переосмыслили проект, что привело к смене игровой платформы и команды разработчиков, а также изменению сюжета. Часть вырезанного контента и отдельные элементы предыстории освещены в приквелах — анимационном фильме «Кингслейв» и аниме «Братство», являющихся частью «Вселенной Final Fantasy XV». Ардина придумал итальянский художник Роберто Феррари, который участвовал в разработке игры с 2010 по 2013 год. Феррари завершил предварительный дизайн персонажа в декабре 2010 года, после чего «приукрасил» его в следующем месяце; в дальнейшем образ антагониста не менялся. По словам художника, внутриигровая модель Изунии в большей степени напоминала его оригинальный дизайн, чем версия из «Кингслейва». Рыжие волосы Ардина отсылают к его сэйю, который озвучил других рыжеволосых персонажей серий Final Fantasy и Kingdom Hearts.
Дизайнер Такацугу Накадзава заявил, что злодеяния Ардина соответствуют образу имперского канцлера, коим он является будучи главным антагонистом игры. Руководитель проекта Хадзимэ Табата назвал Изунию нетипичным злодеем для серии Final Fantasy, так как изначально тот активно помогает Ноктису в его поисках, хотя и делает это ради осуществления своей мести. Табата и сценарист Саори Итамуро описали Ардина как одержимого ненавистью к королевской династии Люцис персонажа, который стремится утолить свою жажду мести и истязать протагониста Ноктиса. Также руководитель сравнил Изунию с антагонистом Final Fantasy VI Кефкрой Палаццо, так как уникальные дизайны этих антагонистов дают представление об их личностях.
После выхода FFXV Ардин получил положительные отзывы от игроков, поэтому создатели проекта посветили ему персональный загружаемый контент, разработка которого началась во время производства короткометражного аниме «Последняя фантазия XV: Ардин», раскрывающего предысторию антагониста. По словам разработчиков, они намеревались показать Ардина с бо́льшим спектром эмоций, построить игровой процесс за него вокруг тёмной магии и отразить жестокую личность канцлера в его атаках и анимациях убийств; при этом сотрудники Square Enix вырезали часть этих анимаций, чтобы сохранить возрастной рейтинг FFXV. Разработчики назвали проект по вселенной Final Fantasy со злодеем во главе необычным для серии. Создатели аниме-предыстории хотели построить её сюжет вокруг отношений между Ардином, его братом Сомнусом и невестой Аэрой, однако, из-за ограниченного хронометража медиа они не смогли реализовать задумку в полной мере. С помощью аниме они также планировали обосновать часть действий Изунии в игре.
На японском языке Ардина озвучил Кэйдзи Фудзивара, а на английском — Дэрин Де Пол. Сэйю неоднократно заявлял разработчикам, что ему нравится этот персонаж, а те отмечали энтузиазм актёра озвучивания и наслаждались его игрой. При этом Фудзивару удивляли возникшие во время исполнения роли сложности, в частности отыгрывание смеха Ардина. На сеансах озвучивания Episode Ardyn сэйю получил установку изобразить героическую сторону персонажа, которой тот постепенно лишается, когда становится злодеем по мере развития сюжета. Де Пол, который обычно озвучивал персонажей с более низкими голосами, был утверждён на роль на прослушивании после первого дубля. Актёру понравилось играть Изунию в загружаемом контенте из-за изменения личности персонажа в процессе истории. В FFXV Тэруаки Огава исполнил роль Ардина с помощью захвата движения, а в «Кингслейве» его заменил Джон Кэмплинг.

## Появления

### Final Fantasy XV
Ардин является канцлером империи Нифльхейм, могущественной сверхдержавы мира Эос, военизированные силы которой были усилены передовой технологией Магитех, используемой в войне с королевством Люцис за контроль над его магическим Кристаллом. За две тысячи лет до начала основных событий он носил имя Ардин Люцис Кэлум и являлся целителем, обладающим способностью поглощать превращающую жителей Эоса в демонов магическую чуму Звёздную скверну, распространение которой привело бы к наступлению вечной тьмы во всём мире. После заражения чумой Ардин обрёл бессмертие, вступил в конфронтацию с его братом Сомнусом и лишился своей возлюбленной Эры Мирус Флёре. Все эти события были частью плана божественных существ, известных как Астралы, по очищению Эоса от Звёздной скверны, которые использовали Ардина в качестве сосуда чумы, что должен уничтожить Истинный король из легенд.
Тысячелетия спустя, Ардин организовывает нападение Нифльхейма на столицу Люциса Инсомнию и втирается в доверие к потомку Сомнуса Ноктиса Люциса Кэлума, помогая ему заключить заветы — договоры на оказание помощи в трудных ситуациях — с Астралами, чтобы тот мог стать Истинным королём и погибнуть от его руки. Свою истинную сущность канцлер раскрывает во время убийства невесты Ноктиса Лунафрейи Нокс Флёре, после чего он начинает истязать принца и раскрывает ему правду об их родстве, когда Ноктис достигает Кристалла. После десяти лет пребывания в Кристалле Ноктис побеждает Ардина в поединке, а затем жертвует собой, чтобы уничтожить бессмертный дух Изунии и очистить Эос от Звёздной скверны.
В Episode Ardyn, события которого разворачиваются за тридцать лет до начала FFXV, Ардин освобождается из двухтысячелетнего заточения в Нифльхейме. Изначально не заинтересованный в помощи империи он в конечном итоге подчиняет Астрала Ифрита и заключает союз с Нифльхеймом, чтобы отомстить представителям династии Люцис. После поглощения воспоминаний убитых Звёздной скверной людей Ардин постепенно теряет рассудок и берёт псевдоним «Изуния». Канцлер нападает на Инсомнию в день коронации отца Ноктиса, Региса, который призывает дух Сомнуса для сражения с ним. Когда Ардин побеждает брата появляется верховный Астрал Багамут и раскрывает предназначенную Изунии роль. В зависимости от выбора игрока Ардин либо покоряется своей судьбе в обмен на отмщение семье Ноктиса, либо подвергается пыткам со стороны Багамута, прежде чем подчиниться ему.

### Другие появления
Ардин фигурирует в «Кингслейве» в качестве представителя Нифльхейма, который предлагает достичь перемирия между двумя государствами путём заключения брака между Ноктисом и Лунафрейей. В дальнейшем он сопровождает императора Нифльхейма Йедоласа Альдеркапта вплоть до вторжения империи в Инсомнию и кражи Кристалла. В романе «Рассвет будущего» Изуния отказывается следовать своей судьбе, в результате чего Багамут решает уничтожить Эос. В конечном итоге Ноктис и воскресшая Лунафрейя убеждают его провести ритуал Истинного короля вместо Ноктиса, благодаря которому он убивает Багамута, очищает планету от Звёздной скверны и воссоединяется с Сомнусом и Эрой в загробном мире.
Ардин является одним из игровых персонажей файтинга Dissidia Final Fantasy NT, представляющего собой кроссовер между основными частями Final Fantasy. Канцлер был последним персонажем, которого разработчики добавили в игру в рамках загружаемого контента до прекращения её технической поддержки в 2020 году. В декабре 2019 года Изуния появился в японской версии игры Dissidia Opera Omnia в качестве игрового персонажа, после чего в сентябре 2020 года он стал доступен в англоязычных регионах.
Ардин и другие персонажи FFXV появляются в мобильной игре Mobius Final Fantasy в качестве карт способностей. Изуния фигурирует в мобильной игре Final Fantasy Brave Exvius в статусе одного из многочисленных нанимаемых персонажей. Несколько карт с изображением канцлера есть в коллекционной карточной игре Final Fantasy. Ардин является одним из враждебных персонажей ритм-игры Theatrhythm Final Bar Line, в которой художник Monster Octopus упростил его дизайн для соответствия художественному стилю проекта. За пределами серии Final Fantasy Изуния появляется в качестве камео в Assassin’s Creed Origins, а его скин был добавлен в Minecraft в 2018 году.

## Восприятие
Ардин получил преимущественно положительные отзывы от игроков. В «Грандиозном опросе Final Fantasy» для японских игроков, проведённом NHK в 2020 году, канцлер заняла 63-е место среди 75 лучших персонажей франшизы. Игровые рецензенты высоко оценили игру Де Поля. В своём обзоре «Кингслейва» для Wired Филип Коллар описал Ардина как «очень стильного посланника из Нифльхейма, разделяющего более чем мимолетное сходство с Доктором Кто Тома Бейкера». Джо Андерстрон из Digital Spy выразил смешанные чувства относительно роли Изунии в Final Fantasy XV, принимая во внимание его изображение в анимационном фильме, однако сам персонаж показался ему интересным.
Аольф Уилсон из Eurogamer назвал Ардина «совершенно ничем не примечательным» антагонистом по сравнению с Кефкой Палаццо из Final Fantasy VI и Сефиротом из Final Fantasy VII. Обозреватель RPGamer Майкл Каннингем отметил, что Ардин выделяется на фоне остальных второстепенных персонажей из-за своей таинственности и становится жутким злодеем по мере развития сюжета. По мнению рецензента Paste Magazine Сальваторе Пейна, смерть Лунафрейи от руки Изунии оказала большое влияние на повествование, так как для других персонажей, в частности Ноктиса, это была огромная утрата.
Майк Фэйи из Kotaku похвалил Ардина как главного антагониста сеттинга, и положительно оценил его предысторию в Episode Ardyn и аниме-приквеле, которые «полностью оправдывают» его жажду мести. Аналогичной позиции придерживался рецензент RPG Site Джордж Фостер, отметивший, что загружаемому контенту «удаётся превратить ранее интересного, но по большей части однобокого злодея в вызывающего симпатию персонажа». По мнению обозревателя Destructoid, таинственному и интересному злодею Final Fantasy XV удалось должным образом раскрыться в загружаемом контенте, который осветил его прошлое через повествование и игровой процесс. Хирун Крайер из USGamer напротив заявил, что Episode Ardyn подрывает образ персонажа, представленный в аниме-приквеле. Рецензент Eurogamer Italy высказал аналогичное мнение, посчитав, что создатели Episode Ardyn отдали приоритет фан-сервису в ущерб повествовательной целостности, личности и мотивации Изунии.
Рецензенты раскритиковали роль Ардина в «Рассвете будущего». Несмотря на похвалу проработки персонажа, обозреватель Anime UK назвал Изунию самой слабой частью романа, посчитав, что автор Дзюн Эйсима ухудшает мотивацию персонажа. Джеймс Беккет из Anime News Network счёл посвящённую канцлеру главу худшей частью книги, из-за его неубедительного становления антагонистом. Рецензент RPGFan Питер Тризенберг, которому не понравился образ Ардина в загружаемом контенте, заявил, что автору роману не удалось показать его с лучшей стороны после крайне антагонистичного изображения в игре.